# Вуд, Альфонсо
Альфонсо Вуд (англ. Alphonso Wood, 17 сентября 1810 — 4 января 1881) — американский ботаник.   

## Биография
Альфонсо Вуд родился в штате Нью-Гэмпшир 17 сентября 1810 года.
В 1834 году Вуд окончил Дартмутский колледж, а затем учился в течение года в богословской семинарии Эндовера. Впоследствии Альфонсо преподавал в Kimball union academy, Нью-Гэмпшир, до 1849 года. Он описал более 400 видов растений.
Альфонсо Вуд умер в штате Нью-Йорк 4 января 1881 года.

## Научная деятельность
Альфонсо Вуд специализировался на папоротниковидных и на семенных растениях.

## Публикации
Альфонсо Вуд является автором следующих публикаций:
- Class-Book of Botany (Boston, 1845).
- First Lessons in Botany (1848).
- Leaves and Flowers, or Object Lessons in Botany (New York, 1863).
- The American Botanist and Florist (1870).
- Plant Record (1877).